# Daniel Huttlestone
Daniel Huttlestone (de son nom de naissance Daniel Richard Huttlestone, né le 17 septembre 1999  à Havering, Angleterre) est un acteur britannique. 

## Biographie
Daniel Huttlestone est principalement connu pour avoir interprété le rôle de Gavroche dans le film de Tom Hooper Les Misérables (2012). Daniel a commencé sa carrière théâtrale à 9 ans obtenant le rôle de "Nipper" dans la production de Oliver! en 2009 au Theatre Royal Drury Lane en s'exécutant dans la soirée d'ouverture avec Rowan Atkinson, et continuant jusqu'à sa fermeture en 2011. Il a continué à exécuter le rôle de Gavroche dans Les Misérables au Queen's Theatre en travaillant avec Alfie Boe et Matt Lucas, où il resta avec la production pour un an. En 2014 il interprète le rôle de Jack dans le film Into the Woods en travaillant avec la Disney. 

## Filmographie

### Cinéma
- 2012 : Les Misérables : Gavroche
- 2014 : Into the Woods : Jack

## Distinctions

### Récompenses
- National Board of Review Awards :
  - Meilleure distribution 2012 (Les Misérables)
- Satellite Awards :
  - Satellite Award de la meilleure distribution 2012 (Les Misérables)

### Nominations
- Saturn Award :
  - Saturn Award du meilleur jeune acteur 2013 (Les Misérables)
- Phoenix Film Critics Society Awards :
  - Meilleure distribution 2012 (Les Misérables)
- San Diego Film Critics Society Awards :
  - Meilleure distribution 2012 (Les Misérables)
- Screen Actors Guild Awards :
  - Screen Actors Guild Award de la meilleure distribution 2013 (Les Misérables)
- Young Artist Awards :
  - Meilleure prestation dans un film - Second rôle masculin 2013 (Les Misérables)